# Heinrich Schüle (Mediziner)

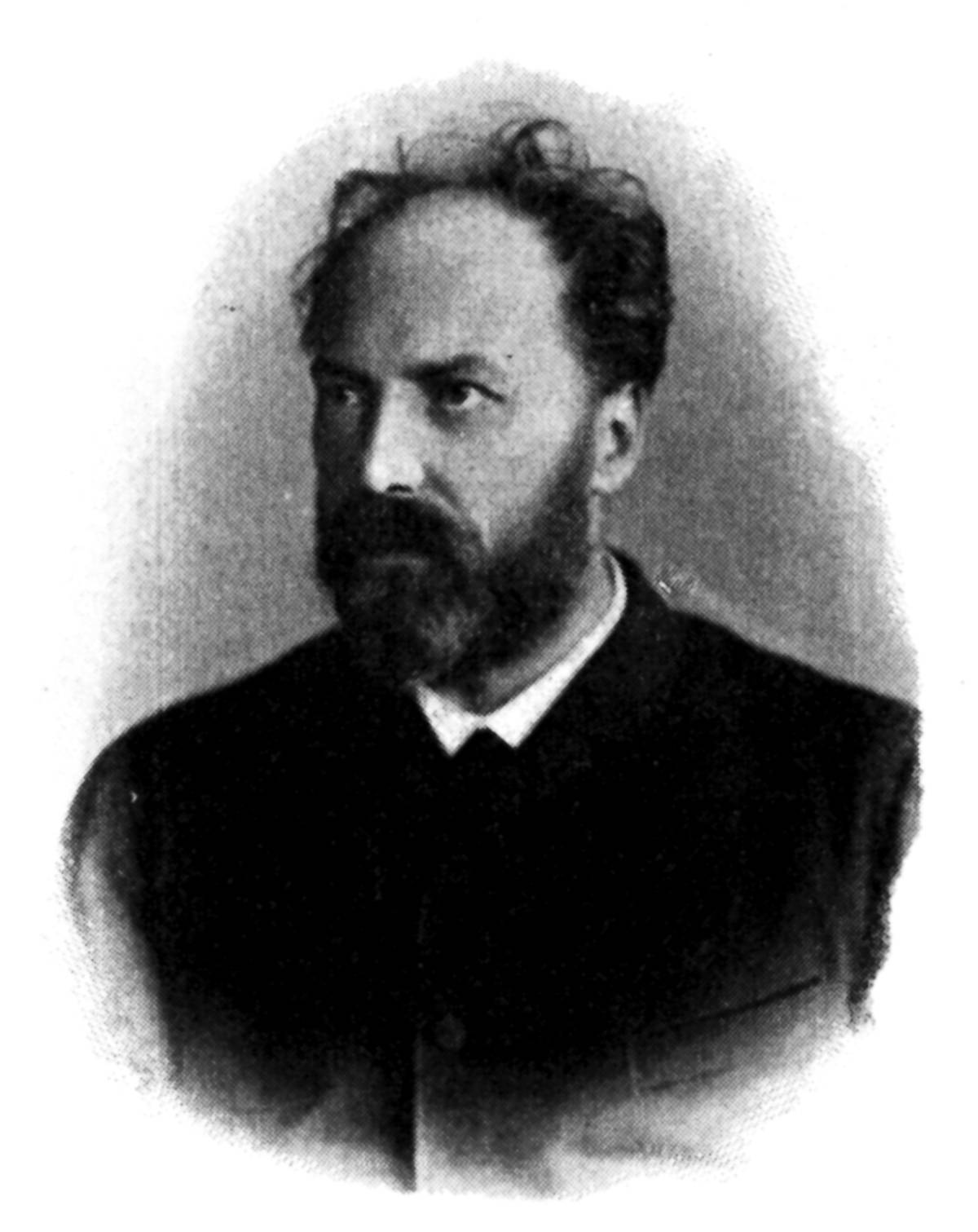
Heinrich Schüle

Heinrich Schüle (* 24. August 1840 in Freiburg im Breisgau; † 9. Dezember 1916 in Achern) war ein deutscher Psychiater und langjähriger Direktor der Heil- und Pflegeanstalt Illenau. Er gilt als Pionier der badischen Anstaltspsychiatrie und neben Richard von Krafft-Ebing als letzter wichtiger Vertreter der „Illenauer Schule“ der Anstaltspsychiatrie.

## Leben
Schüle studierte Medizin in Freiburg und Wien. Er arbeitete zwei Jahre als Assistent des Gynäkologen Otto Spiegelberg und befreundete sich mit Adolf Kußmaul. Nach dem Staatsexamen wurde er 1863 Hilfsarzt in Illenau bei Christian Friedrich Wilhelm Roller und dessen Stellvertreter Karl Hergt. Hier arbeitete er mit Jean Paul Hasse, Ludwig Kirn (1839–1899) und Bernhard von Gudden zusammen, vor allem verband ihn eine lebenslange Freundschaft mit Richard von Krafft-Ebing. Er wurde 1873 in Freiburg promoviert und entwarf noch im selben Jahr die Pläne zum Bau der psychiatrischen Klinik in Heidelberg. Er beriet die badische Landesregierung auch bei den weiteren Anstaltsneubauten Badens in Freiburg, Emmendingen, Wiesloch und Konstanz.
Schüle erhielt im Laufe seiner Karriere verschiedene Rufe an andere Universitäten und Anstalten, darunter die Universität Zürich, die Philipps-Universität Marburg und die Albert-Ludwigs-Universität Freiburg, die er allesamt ablehnte, um in Illenau weiter als Anstaltsarzt zu arbeiten. In Illenau wurde er zunächst leitender Arzt der Heilabteilung. Unter dem Direktor Karl Hergt arbeitete er als II. Arzt und dessen Stellvertreter. Nach Hergts Tod wurde er am 11. Januar 1890 schließlich Direktor. Schüle organisierte einen umfassenden Umbau der Anstalt, die von 440 auf 700 Plätze erweitert wurde und histologische, psychophysische und serologische Laboratorien erhielt. Mit wachsendem wissenschaftlichen Renommee wurde er zu Konsultationen ins In- und Ausland gerufen, während sich auch prominente Patienten in Illenau behandeln ließen. Er trat auch in vielen Prozessen als Gutachter auf, etwa im Aufsehen erregenden Fall des Paul Hegelmaier.
Ab 1879 war Schüle Mitredakteur der Allgemeinen Zeitschrift für Psychiatrie und ab 1884 Vorstandsmitglied im Verein der deutschen Irrenärzte. Er wurde 1878 zum Medizinalrat, 1880 zum geheimen Hofrat, 1892 zum Geheimrat III. Klasse und 1899 II. Klasse ernannt.

## Werk

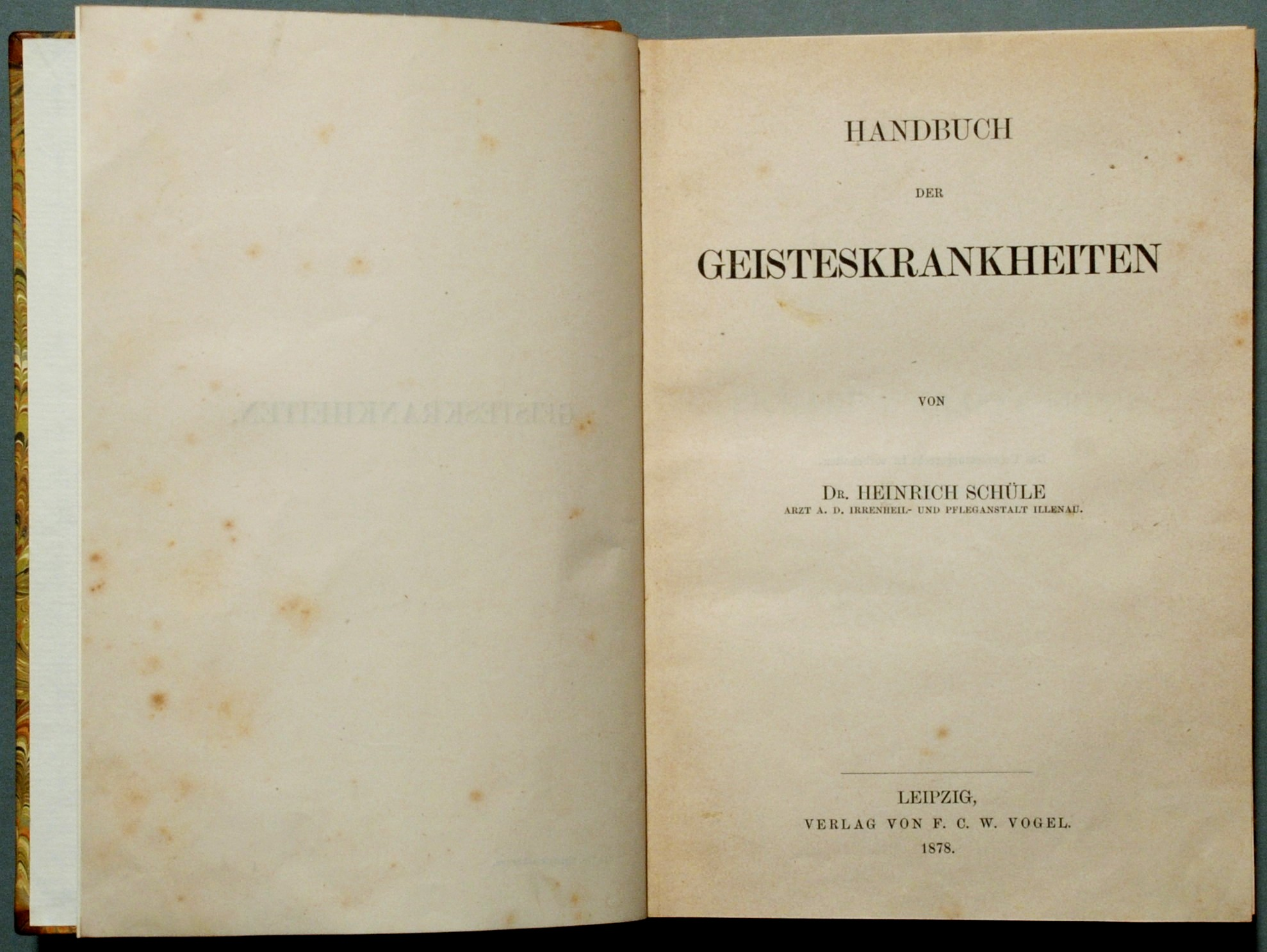
Handbuch der Geisteskrankheiten (1878)

Schüle veröffentlichte eine Reihe von Zeitschriftenaufsätzen und Monografien. Er arbeitete zunächst zum Delirium Acutum und zur Paralyse. Er führte histologische Untersuchungen an Gehirnen Geisteskranker durch und befasste sich später besonders mit der Frage der Erblichkeit der Geisteskrankheiten. Besonders bekannt wurde sein 1878 erstmals veröffentlichtes Handbuch der speziellen Pathologie und Therapie der Geisteskrankheiten, in welchem er Psychosen bei organo-psychischer Formung der Symptome (Psychoneurosen) von den Psychosen auf der Grundlage defekter organo-psychischer Anlage (degeneratives Gehirnleben) unterschied. Damit wurde er zu einem der weltweit bekanntesten Kliniker seiner Zeit.
In seinem Ansatz legte Schüle bereits einen besonderen Akzent auf das Problem der Erblichkeit, das er im Sinne der Degenerationslehre auffasste.

„Geisteskrankheiten sind Himkrankheiten, aber sie sind mehr als das. Die psychischen Phänomene beanspruchen, als die Eigenart der psychiatrischen Disciplin, ihre besondere und eingehende Würdigung und zwar nicht nur für sich, sondern in steter (wenn auch erst elementarer) Rückbeziehung auf die Zustandsveränderungen der jeweiligen körperlichen Hirnaffection. Ueber dieser Analyse bleibt aber auch die Synthese stets zu beachten: die Erfassung des Individuums nicht allein als eines Hirnkranken, sondern als einer eigenen geistigen Person.

Dadurch gewinnt die Anthropologie ihre gerechte Berücksichtigung. Weil das Individuum nicht eine isolirte Erscheinung ist, sondern die Bedingungen seiner seelischen Grundlage aus seiner Ascendenz bezieht, so sind die Hereditätsergebnisse für alle vertiefenden Rückschlüsse vom psychischen Symptom auf die neurotische Grundlage erst unter massgebender Einrechnung jener ausführbar. Wir dürfen das geisteskranke Individuum nicht für sich allein, sondern nur in der Kette seiner Abstammung erfassen.“

Karl Jaspers rechnete ihn allerdings zu den „Schilderern“, nicht den „Analytikern“ unter den Psychiatern.

„Schüle schreibt mit einem gewissen Pathos, dem Pathos der Bildung und dem Pathos der heilenden Persönlichkeit des Arztes. Seine bilderreiche Sprache ist mit philosophischen Bemerkungen durchsetzt. Er liebt gewählte Fremdworte, und er übersetzt seine Meinungen gerne in komplizierte begriffliche Symbole. Auf Grund einer außerordentlichen Erfahrung im täglichen Verkehr mit den Kranken gibt er eine sich in Details liebevoll versenkende Schilderung symptomatologischer Krankheitsbilder, stellt nicht nur Typen auf, sondern eine Fülle von Nuancen, Variationen, Übergängen.“

## Schriften
- Die Dysphrenia neuralgica. Eine klinische Abhandlung. Nach Beobachtungen an weiblichen Kranken bearbeitet von Heinrich Schuele. Chr. Fr. Müller, Carlsruhe 1867.
- Sectionsergebnisse bei Geisteskranken nebst Krankengeschichten und Epikrisen. Duncker & Humblot, Leipzig 1874.
- Beiträge zur Kenntniss der Paralyse. Zur Feier des vierzigjährigen Dienstjubiläums des … Dr. Hergt. Reimer, Berlin um 1875.
- Handbuch der Geisteskrankheiten. (=(Ziemssens Handbuch der speciellen Pathologie und Therapie, Band 16) Vogel, Leipzig 1. Aufl. 1878, 2. Aufl. 1880, 3. vollst. umgearb. Aufl. 1886 unter dem Titel Klinische Psychiatrie : specielle Pathologie und Therapie der Geisteskrankheiten).
- Festschrift zur Feier des fünfzigjährigen Jubiläums der Anstalt Illenau. Winter, Heidelberg 1892.
- Jahrbücher für Psychiatrie und Neurologie. Festschrift Herrn Hofrath Professor Dr. Richard Freiherrn von Krafft-Ebing zur Feier...... Statistische Ergebnisse aus 100 Fällen von progressiver Paralyse. Gesammelt in der Anstalt Illenau, Heinrich Schüle, S 18 - 34, Franz Deuticke, Leipzig und Wien 1902.
- Über die Frage des Heiratens von früher Geisteskranken. Hirzel; Reimer, Leipzig, Berlin 1904.
- Vortrag gehalten auf der Jahresversammlung der deutschen Psychiater in Göttingen am 26. April 1904. Hirzel, Leipzig 1904.
- (Geisteskrankheit und Ehe). Anlegung der statistischen Tabellen über Erblichkeit ; klinische und biologische Fragestellung ; genealogische Stammbäume von 20 zyklischen Geisteskranken (mit Tabelle) ; Vorschläge zur Prophylaxe ; erweiterter Vortrag für die Versammlung der Deutschen Irrenärzte in Dresden am 28. April 1905. Reimer, Berlin 1905.